# عبد الرحمن بن عبد الله الدشتكي
أبو محمد عبد الرحمن بن عبد الله بن سعد بن عثمان الدشتكي الرازي المقرئ والد أحمد بن عبد الرحمن الدشتكي، ودشتك محلة من محال الري. أحد رواة الحديث النبوي.

## رواية الحديث
روى عن: إبراهيم بن طهمان، وأشعث بْن إسحاق القمي، وجرير بْن عبد الحميد، وجعفر بْن مرزوق، وأبي يحيى زكريا بْن سلام العتبي الأصم، وأبي خيثمة زهير بْن معاوية الجعفي، وأبي سنان سعيد بْن سنان الشيباني الرازي، وأبيه عبد اللَّه بن سعد الدشتكي، وأبي سفيان عبد الرحمن بْن عبد اللَّه بن عبد ربه النسوي قاضي نيسابور، وعبد اللَّه بن العلاء بن خالد، وعمر بن هارون البلخي، وعمرو بن أبي قيس الرازي، وعيسى بن الضحاك الكندي، وأبي الأزهر المبارك بن مجاهد المروزي، وأبي حمزة محمد بن ميمون السكري، ويعقوب بن عبد اللَّه القمي، وأبي جعفر الرازي. روى عنه: أبو الأزهر أحمد بن الأزهر، وأحمد بن أبي شريح الرازي، وأحمد بْن سعيد الرباطي المروزي، وأحمد بن عبد اللَّه بن أبي حماد القطان، وابنه أحمد بن عبد الرحمن الدشتكي حمدون، وأحمد بن عثمان بن نوح الطيالسي، وأبو مسعود أحمد بن الفرات الرازي، وأحمد بن محمد بن شبويه المروزي، وإسحاق بْن الحجاج الرازي الطاحوني، وحامد بن محمود المروزي المقرئ، والحجاج بن حمزة الخشابي الرازي، والحسن بن محمد بن سلمة الرازي، وأبو محمد عبد اللَّه بن إبراهيم البغدادي نزيل بلخ، وعبد اللَّه بن أبي حماد القطان.

## الجرح والتعديل
رآه أَبو حاتم الرازي وسمع كلامه وسئل عنه فقال: «صدوق كان رجلا صالحا». وقال إبراهيم بن عبد اللَّه بن الجنيد عن يحيى بن معين: «لا بأس به وعمرو بن أبي قيس لا بأس به، قلت ثقتان قال ثقتان». ذكره ابن حبان في كتاب الثقات. قال البخاري في كتاب القراءة خلف الإمام: «وقال عبد الرحمن بن عبد اللَّه بن سعد الرازي أخبرنا أبو جعفر، عن يحيى البكاء، سئل ابن عمر عن القراءة خلف الإمام فقال ما كانوا يرون به بأسا أن يقرأ بفاتحة الكتاب في نفسه». روى له الأربعة.

## وفاته
توفي الدشتكي سنة 213 هـ.